# Abdullah ibn Mas'ud
Abdullah ibn Mas'ud (arabiska: عبدالله بن مسعود, Abdallāh ibn Mas’ūd), död omkring 652, var den sjätte mannen som konverterade till islam efter att Muhammed börjat predika i Mekka. Han var också en av Muhammeds närmaste följeslagare.